# 捨ててよ、安達さん。
『捨ててよ、安達さん。』（すててよ あだちさん）は、2020年4月18日（17日深夜）から7月4日（3日深夜）までテレビ東京系「ドラマ25」で放送されたテレビドラマ。主演は安達祐実で、安達は初の本人役を演じる。

## あらすじ
ある日、安達さんは女性誌の編集長から「毎号一つ私物を捨てる」という連載企画を持ちかけられる。その日の夜、安達さんの夢の中に謎の少女と擬人化した私物が現れ、是非自分を捨ててほしいと懇願される。「安達さん」の心情を少しずつ紐解いていくフィクションとノンフィクションが入り混じった物語が展開される。なお、毎週登場するゲストが安達さんのどの私物を演じるかは放送で明らかになる。

## キャスト
- 安達さん - 安達祐実
本人。劇中では女性誌から連載企画を引き受けるほか、主演ドラマ「家政婦はFBI」[注釈 2]の撮影に参加していた。
- 夢の中の少女[注釈 3]/へその緒[注釈 4] - 川上凛子[2]
安達さんの夢の中に登場する謎の少女。毎回異なる衣装で登場し、擬人化した安達さんの捨てられないものをエスコートする。最終話で「へその緒」であることが判明した[3][4]。

- 西村マネージャー - 西村晋弥[5]
- 安達さんの娘（美羽） - 新井美羽（エンディング[6]、第6話、第12話）

### ゲスト
第1話
- 安達さんの代表作のDVD - 貫地谷しほり[7]
- 編集長 - 後藤ユウミ

第2話
- 輪ゴム - 臼田あさ美[8]
- レジ袋 - 戸塚純貴[8]
- 路上で安達さんとぶつかった女性 - 黒木うらら

第3話
- 初代携帯電話 - 加藤諒[9]

第4話
- 手作りの時計・ミツヨ - 片桐はいり[10]

第5話
- 梶原ひかり - 梶原ひかり[11]（第7話、第11話）
- 岡島 - 八神ねがお（第7話）

第6話
- 指輪 - 渡辺大知[12]

第7話
- ミヤ - 徳永えり[13]
- ヨウコ - 松本まりか[13]
- ショウコ - 秋山琴音

第8話
- 靴 - 早織[14]

第9話
- 北村匠海・10年前の西村マネージャー - 北村匠海[15]
- 10年前の安達さん - 新井美羽[15]

第10話
- 給与明細 - じろう（シソンヌ）[16]

第11話
- パジャマ - YOU

## スタッフ
- 監督 - 大九明子、成瀬朋一、林雅貴
- 脚本 - 下田悠子、大九明子
- 音楽 - 侘美秀俊
- オープニングテーマ - Vaundy 「Bye by me」（SPACE SHOWER MUSIC）[17]
- エンディングテーマ - SpecialThanks 「明日も明後日も」（K.O.G.A Records）[17]
- プロデューサー - 漆間宏一（テレビ東京）、加藤伸崇（S.D.P）、坪ノ内俊也
- 制作 - テレビ東京、S.D.P
- 製作 - 「捨ててよ、安達さん。」製作委員会[1]

## 放送日程
| 話数   | 放送日  | 脚本              | 監督     |
| ------ | ------- | ----------------- | -------- |
| 第1話  | 4月18日 | 下田悠子 大九明子 | 大九明子 |
| 第2話  | 4月25日 | 下田悠子 大九明子 | 大九明子 |
| 第3話  | 5月02日 | 下田悠子 大九明子 | 成瀬朋一 |
| 第4話  | 5月09日 | 下田悠子 大九明子 | 林雅貴   |
| 第5話  | 5月16日 | 下田悠子 大九明子 | 大九明子 |
| 第6話  | 5月23日 | 下田悠子 大九明子 | 大九明子 |
| 第7話  | 5月30日 | 下田悠子 大九明子 | 成瀬朋一 |
| 第8話  | 6月06日 | 下田悠子 大九明子 | 林雅貴   |
| 第9話  | 6月13日 | 下田悠子 大九明子 | 大九明子 |
| 第10話 | 6月20日 | 下田悠子 大九明子 | 大九明子 |
| 第11話 | 6月27日 | 下田悠子 大九明子 | 大九明子 |
| 最終話 | 7月04日 | 下田悠子 大九明子 | 大九明子 |

## 放送局
| 放送期間                 | 放送日時                     | 放送局         | 対象地域   | 備考                     |
| ------------------------ | ---------------------------- | -------------- | ---------- | ------------------------ |
| 2020年4月18日 - 7月04日0 | 土曜 0:52 - 1:23（金曜深夜） | テレビ東京     | 関東広域圏 | 製作局                   |
| 2020年4月18日 - 7月04日0 | 土曜 0:52 - 1:23（金曜深夜） | テレビ大阪     | 大阪府     |                          |
| 2020年4月18日 - 7月04日0 | 土曜 0:52 - 1:23（金曜深夜） | テレビ北海道   | 北海道     |                          |
| 2020年4月18日 - 7月04日0 | 土曜 0:52 - 1:23（金曜深夜） | TVQ九州放送    | 福岡県     |                          |
| 2020年5月06日 - 7月22日  | 水曜 1:00 - 1:30（火曜深夜） | テレビ愛知     | 愛知県     |                          |
| 2020年6月27日 - 9月12日  | 土曜 1:00 - 1:30（金曜深夜） | 奈良テレビ     | 奈良県     | 独立局                   |
| 2020年6月29日 - 9月14日  | 月曜 1:00 - 1:30（日曜深夜） | テレビ和歌山   | 和歌山県   | 独立局                   |
| 2020年7月09日 - 9月24日  | 木曜 0:00 - 0:30（水曜深夜） | BSテレ東（2K） | 全国       |                          |
| 2020年7月09日 - 9月24日  | 木曜 0:00 - 0:30（水曜深夜） | BSテレ東4K     | 全国       | 4Kアップコンバートで放送 |

### ネット配信
- ひかりTV・Paraviでは第1話が4月10日23:00より先行配信開始、第2話以降も1週間先行で配信開始された[18]。

- ネットもテレ東（TVer、GYAO!）では、BSテレ東での放送直後より最新話限定で無料配信された。

## DVD
2020年9月25日にTCエンタテインメントよりDVD BOXが発売。4枚組（本編：3枚、特典映像：1枚）。